# Benjamin Mitchell (tenista)
Benjamin Mitchell (* 30. listopadu 1992, Gold Coast) je australský profesionální tenista. Ve své dosavadní kariéře na okruhu ATP World Tour nevyhrál žádný turnaj. Na challengerech ATP a okruhu ITF získal k lednu 2012 čtyři tituly ve dvouhře.
Na žebříčku ATP byl nejvýše ve dvouhře klasifikován v prosinci 2011 na 214. místě. Trénuje ho Brent Larkham.
V sezóně 2010 se probojoval do finále dvouhry juniorky ve Wimbledonu, kde podlehl Mártonu Fucsovicsovi po setech 4–6, 4–6.
Jeho starším bratrem je herec Luke Mitchell.

## Finále na challengerech ATP a okruhu Futures
| Legenda – tituly |
| ---------------- |
| Challengery (0)  |
| Futures (4)      |

### Dvouhra

#### Vítěz
| Č. | Datum              | Turnaj    | Povrch | Finalista             | Výsledek            |
| -- | ------------------ | --------- | ------ | --------------------- | ------------------- |
| 1. | 28. února 2011     | Berri     | tráva  | Michael Look          | 2–6, 6–4, 6–3       |
| 2. | 20. června 2011    | Melilla   | tvrdý  | Roberto Ortega-Olmedo | 6–3, 6–1            |
| 3. | 3. října 2011      | Esperance | tvrdý  | Matt Reid             | 6–1, 6–4            |
| 4. | 20. listopadu 2011 | Traralgon | tvrdý  | Michael Venus         | 7–6(3), 6–7(2), 6–0 |

## Finále na juniorce Grand Slamu

### Dvouhra
| Rok  | Turnaj    | Povrch | Soupeř ve finále | Výsledek |
| ---- | --------- | ------ | ---------------- | -------- |
| 2010 | Wimbledon | tráva  | Márton Fucsovics | 4–6, 4–6 |